# Jørgen Rindom
Jørgen Rindom (født 22. september 1924, død 22. januar 2021[kilde mangler]) var en dansk direktør. Han blev født ind i byggebranchen som tredje generation for byggematerialefirmaet A. Rindom. Han tog højere handelseksamen og studerede nogle år i Schweiz og England. Jørgen Rindom blev i 1948 erhvervsaktiv i forskellige produktionsselskaber inden for til byggebranchen, dels som medejer, men også som medlem af forskellige selskabers bestyrelser. Han var i 41 år som daglig leder af A. Rindom A/S, der også var en grossistvirksomhed i byggebranchen. Han var endvidere i 20 år fra 1959 tillige medindehaver af I/S Dansk Skrivemaskineimport. Jørgen Rindom havde igennem sin karriere også udfyldt en række tillidshverv. Han var blandt andet fra 1959 til 1990 formand for bestyrelsen for A/S Colas Vejmateriale og i 30 år fra 1965 beklædte han posten som bestyrelsesmedlem i A/S Dansk Eternit Fabrik.
Han stiftede Grosserer Jørgen Rindom og Hustrus Fond.